# Anisodactylus kirbyi
Anisodactylus kirbyi är en skalbaggsart som beskrevs av Carl Hildebrand Lindroth. Anisodactylus kirbyi ingår i släktet Anisodactylus och familjen jordlöpare. Inga underarter finns listade i Catalogue of Life.